# Ruta 1243 (Lima)
La ruta 1243 (antes 8112) o "la 5C" es una ruta de transporte público de la ciudad de Lima, que conecta los distritos de Villa El Salvador y Carabayllo. El trayecto de esta ruta tiene consta de 120 o 121 paradas dependiendo de la dirección y dura aproximadamente entre 3 y 4 horas.

## Características
Esta ruta de transporte público está operada por Rápido Transurbano S.A.C. y administrada por el Grupo Empresarial El Rápido S.A., la ruta tenía como código anterior 7203 y operada por Trans. Norcom Corporation S.A.C. 

### Autorización
La ruta 1243 se encuentra autorizada por la Municipalidad Metropolitana de Lima (MML) y la Autoridad de Transporte Urbano (ATU).

## Trayecto
Los autobuses de la ruta 1243 comienzan a operar a las 4:00 a.m. y terminan a las 10:00 p.m. recorriendo los distritos de Villa El Salvador, San Juan de Miraflores, Santiago de Surco, San Borja, Ate Vitarte, Santa Anita, El Agustino, Rímac, San Martín de Porres, Independencia, Los Olivos, Comas y Carabayllo en la provincia de Lima pasando por importantes lugares, tales como la Villa Panamericana de Lima, el Polideportivo Villa el Salvador, Club Metropolitano Huayna Cápac, Mall del Sur, la universidad Ricardo Palma, el hipódromo de Monterrico, Puente Nuevo, la plaza de Acho, los centros comerciales Plaza Norte y Megaplaza Independencia, los óvalos Habich, Pilas, Izaguirre y Naranjal, el hospital de Collique, la municipalidad de Carabayllo y el club metropolitano Manco Cápac.
Se conecta con el Metropolitano en la Estación Caquetá, la línea 1 en la estación Atocongo y la línea 2 en la estación Evitamiento, se conectará en el futuro con la línea 3 desde la estación Naranjal hasta Caquetá, Las Gardenias y Los Héroes, la línea 4 en la estación Monterrico y la Línea 6 en la estación Panamericana Sur.

### Terminales
Su terminal de ida se encuentra en la asociación Villa Rica en Villa El Salvador, mientras que su terminal de vuelta se encuentra en la urbanización Los Ángeles en Carabayllo.

### Recorrido
| Dirección                   | Avenidas y calles |
| --------------------------- | --- |
| Ida Hacia Villa El Salvador | Av. Camino Real - Av. Santo Domingo - Av. Manuel Prado - Av. Túpac Amaru - Av. Naranjal - Carretera Panamericana Norte - Vía de Evitamiento - Carretera Panamericana Sur - Av. Mateo Pumacahua - Av. Mariano Pastor Sevilla - Av. José Carlos Mariategui - Av. María Elena Moyano - Av. Juan Velasco Alvarado |
| Vuelta Hacia Carabayllo     | Av. Juan Velasco Alvarado - Av. María Elena Moyano - Av. José Carlos Mariategui - Av. Mariano Pastor Sevilla - Av. Mateo Pumacahua - Carretera Panamericana Sur - Vía de Evitamiento - Carretera Panamericana Norte - Av. Naranjal - Av. Túpac Amaru - Av. Manuel Prado - Av. Santo Domingo - Av. Camino Real |

## Flota
| Modelo y chasis                             | Año  | Longitud  | Tipo         | Origen | Estado    |
| ------------------------------------------- | ---- | --------- | ------------ | ------ | --------- |
| Modasa Titán Urbano VW 17-260 OD GNV Euro V | 2020 | 12 metros | Convencional | Perú   | Operativo |
| Modasa Titán Urbano VW 17-210 OD GNV Euro V | 2016 | 12 metros | Dual         | Perú   | Operativo |
| Caio Apache VIP IV MB OF-1721 BlueTec 5 GNV | 2014 | 12 metros | Convencional | Brasil | Operativo |